# أشرف دبور
أشرف عاطف قاسم دبور (أبو محمد؛ وُلد في عام 1961 في مخيم تل الزعتر) دبلوماسي فلسطيني، وأحد أعضاء حركة فتح ومجلسها الثوري. شغل بين عامي 2012 و2025 منصب السفير الفلسطيني لدى لبنان.

## حياته
وُلد دبور في عام 1961 في مخيم تل الزعتر للاجئين الفلسطينيين في لبنان لعائلة فلسطينية هجرتها العصابات الصهيونية من قرية فارة في قضاء صفد.
عمل قائمًا بأعمال ممثل منظمة التحرير الفلسطينية لدى لبنان حتى شهر أبريل 2010. في 17 أغسطس 2011 رُفع مستوى التمثيل الدبلوماسي الفلسطيني إلى سفارة، وفي 1 يناير 2012 تسلم دبور مهام القائم بأعمال السفير. يشغل دبور رسميًا منذ 5 مايو 2012 منصب سفير سفارة دولة فلسطين لدى لبنان.
في عام 2009، فاز بانتخابات المجلس الثوري التي عُقدت أثناء المؤتمر السادس لحركة فتح في بيت لحم وصار عضوًا فيه. وفي 4 ديسمبر 2016 فازَ مرة أخرى بعضوية المجلس.